# 99201 Sattler
99201 Sattler este un asteroid din centura principală de asteroizi.

## Descriere
99201 Sattler este un asteroid din centura principală de asteroizi. A fost descoperit pe 25 aprilie 2001 la Prescott (Arizona) de Paul G. Comba. Asteroidul prezintă o orbită caracterizată de o semiaxă mare de 2,76 ua, o excentricitate de 0,09 și o înclinație de 14,9° în raport cu ecliptica.